# Nototropis falcatus
Nototropis falcatus is een algemeen vlokreeftje uit de familie Atylidae. De wetenschappelijke naam van de soort is voor het eerst geldig gepubliceerd in 1871 door Metzer.

## Kenmerken
De soort is vrij gemakkelijk van andere Atylidae-soorten te onderscheiden aan de extreem grote dactylus van de derde pereopode. 